# ستيوارت مكلارين
ستيوارت مكلارين (بالإنجليزية: Stuart McLaren)‏ هو لاعب كرة قدم ومدرب كرة قدم أسترالي في مركز قلب الدفاع، ولد في 28 أغسطس 1975 في غلاسكو في المملكة المتحدة. شارك مع منتخب أستراليا تحت 20 سنة لكرة القدم. أما مع النوادي، فقد لعب مع نادي برث غلوري ونادي بريزبان رور ونادي ستيرلينغ ألبيون وهاميلتون أكاديميكال ووولونغونغ وولفز.